# Triệt giáo
Triệt giáo (hay Tiệt giáo, còn gọi là đạo Địa Tiên) là một tôn giáo trong tác phẩm Phong Thần Diễn Nghĩa. Đứng đầu Triệt giáo là Thông Thiên giáo chủ. Ông là một trong 3 đồ đệ của Hồng Quân. Hai vị sư huynh của ông là Đạo Đức Thiên Tôn - người sáng lập ra Nhân giáo và Nguyên Thủy Thiên Tôn - người sáng lập Xiển giáo. Nội dung của tiểu thuyết chủ yếu nói về sự tranh đấu giữa Xiển giáo và Triệt giáo.
Giáo phái này chủ trương "hữu giáo vô loại", theo Thông Thiên giáo chủ bất kỳ ai một lòng cầu đạo đều có thể thành tiên. Vì vậy nên Tiệt giáo thu nhận tất cả các chủng tộc. Đồ đệ của Thông Thiên giáo chủ đa phần là các loài vật biến hóa thành như: Quy Linh Thánh Mẫu (do rùa hóa thành), Ô Vân Tiên (do cá ngao hóa thành), Cầu Thủ Tiên (do sư tử lông xanh hóa thành)...
Đệ tử của ông có tới hơn vạn người, từng được xưng là "vạn tiên triều bái". Đứng đầu trong đó là bốn đệ tử thân truyền: Đa Bảo Đạo Nhân, Kim Linh Thánh Mẫu, Vô Đương Thánh Mẫu, Quy Linh Thánh Mẫu; cùng một vài đệ tử có pháp lực cao siêu khác như: Tam Tiêu Tiên (Vân Tiêu, Bích Tiêu, Quỳnh Tiêu), Triệu Công Minh, Thập Thiên Quân, Thể Vân Tiên, Hạm Chi Tiên, Ô Vân Tiên, Cầu Thủ Tiên, Linh Nha Tiên, Kim Quang Tiên, Trường Nhĩ Định Quang Tiên, Bì Lô Tiên, Hỏa Linh Thánh Mẫu...
Trong tác phẩm Phong Thần Diễn Nghĩa, đệ tử Triệt giáo phần lớn đều trợ giúp Trụ Vương, điều này làm trái ý trời nên cuối cùng Triệt giáo thua trận, cùng với việc một người đệ tử phản bội đã khiến giáo phái này rơi vào tình trạng thảm bại nhất.
Về phần năng lực, các đồ đệ của Thông Thiên giáo chủ có tài phép không kém gì các đệ tử Xiển giáo. Khi ở bên trong "Cửu Khúc Hoàng Hà Trận", Vân Tiêu và Quỳnh Tiêu - 2 trong 3 vị Tam Tiêu Tiên đã bắt được tất cả 12 vị môn đồ Xiển giáo, trong đó có nhiều người pháp lực cao cường như Quảng Thành Tử, Thái Ất Chân Nhân, Ngọc Đỉnh Chân Nhân... Phải đến sau đó Nguyên Thủy Thiên Tôn đích thân ra tay mới phá giải được trận pháp và cứu các đệ tử. Trong trận quyết chiến tại "Vạn Tiên Trận", Kim Linh Thánh Mẫu một mình đại chiến với ba đệ tử Xiển giáo là: Văn Thù Quảng Pháp Thiên Tôn, Phổ Hiền Chân Nhân, Từ Hàng Đạo Nhân, mà vẫn không hề thua thiệt, phe Xiển giáo nhờ có Nam Cực Tiên Ông đánh lén mới thắng được bà. Những đệ tử khác như Quy Linh Thánh Mẫu, Ô Vân Tiên... cũng thể hiện tài phép cao cường đánh hạ các đệ tử Xiển giáo, nhưng sau cùng thì được Tiếp Dẫn và Chuẩn Đề thu phục độ hóa đi nơi Tây Phương Cực Lạc.
Ở cuối tác phẩm, các đệ tử Triệt giáo bại trận phần lớn được lên Phong Thần Bảng, buộc phải nhận chức quan tại Thiên Đình, mất đi tự do; một phần thì được hai vị giáo chủ Tây Phương giáo độ hóa đưa về phương Tây; một phần bị đánh chết thì xuống Địa Phủ đầu thai chuyển thế hoặc hồn tiêu phách tán. Triệt giáo chỉ còn lại một số đệ tử có pháp lực cao thâm vượt qua kiếp nạn như: Đa Bảo Đạo Nhân, Vô Đương Thánh Mẫu, Thập Thiên Quân, Hãm Tiên Cô... Thông Thiên giáo chủ cùng hai vị sư huynh kết thù, sau nhờ Hồng Quân đứng ra hòa giải mới bỏ đi mối hiềm khích giữa các phái.